# Eremophasma
Eremophasma is een geslacht van vliesvleugeligen uit de familie Encyrtidae. De wetenschappelijke naam van dit geslacht is voor het eerst geldig gepubliceerd in 1979 door Sugonjaev & Trjapitzin.

## Soorten
Het geslacht Eremophasma omvat de volgende soorten:
- Eremophasma eremobium (Sugonjaev, 1968)
- Eremophasma peliococci Myartseva, 1982